# Евелін Бойд Гранвіль
Евелін Бойд Гранвіль (Evelyn Boyd Granville) — американська математикиня, інформатикиня, викладачка університету.

## Життєпис
Евелін Бойд народилася у Вашингтоні, округ Колумбія, 1 травня 1924 року. Мати працювала в бюро гравіювання та друку, батько перебивався випадковими заробітками через Велику депресію. Згодом батьки розлучилися і Евелін виховувалася матір'ю та тіткою.
У 1941 році Евелін Бойд вступила до коледжу Сміта, завдяки частковій стипендії від Phi Delta Kappa та фінансовій підтримці тітки. Проявляла великий інтерес до астрономії, хоча в основному вивчала математику та фізику. Коледж закінчила з відзнакою в 1945 році. Того ж року подала заявку на вступ до аспірантури. Була прийнята відразу у два університети: Мічіганський та Єльський. Бойд обрала Єльський університет через запропоновану фінансову допомогу. В 1949 році захистила докторську дисертацію.
У Південній Каліфорнії знайомиться із преподобним Гамаліелем Менсфілдом Коллінзом, місцевим священиком общинної церкви. В 1960 році вони одружуються та переїжджають в Лос-Анджелес. Розлучилася в 1967, і через три роки одружилася з брокером з нерухомості Едвардом В. Гранвілем. Після виходу на пенсію, в 1984 році пара селиться на фермі в Техасі.

## Кар'єра
Кар'єру почала в Інституті математики Нью-Йоркського університету. В 1950 році почала викладати в Університеті Фікса, для темношкірих студентів у Нешвілі. В 1952 році Евелін Бойд Гранвіль залишає академічні кола і повертається у Вашингтон на посаду математикині в Національному бюро стандартів (NBS). В січні 1956 року переїжджає до Нью-Йорка та починає працювати в IBM, де розробляє комп'ютерні програми. Робота їй дуже подобається, але не життя в Нью-Йорку, тому коли Національне управління з аеронавтики та дослідження космічного простору (NASA) уклало з IBM контракт, Бойд без вагань переїжджає у Вашингтон і починає працювати для проєкту NASA «Авангард», а пізніше для проєкту «Меркурій».